# Distretto Centrale (Israele)
Il distretto Centrale (in ebraico מחוז המרכז‎?, Meḥoz haMerkaz) è un distretto amministrativo d'Israele.

## Geografia
Comprendente buona parte della regione dello Sharon, ha capitale a Ramla, sebbene la sua città più grande sia Rishon LeZion.
La popolazione ammonta a 1 730 500 abitanti (2008), secondo l'Istituto Centrale Statistico di Israele l'88% della popolazione è ebraica, l'8,2% araba e il 4% della popolazione non è classificata (perlopiù immigrati di origine ebraica provenienti dagli Stati dell'ex-Unione Sovietica).

## Suddivisioni amministrative
| Città | Consigli locali | Consigli regionali |
| --- | --- | --- |
| - Hod HaSharon - Kafr Qasim - Kfar Saba - Lod - Modi'in-Maccabim-Re'ut - Ness Ziona - Netanya - Petah Tiqwa - Qalansawe - Ra'anana - Ramla - Rehovot - Rishon LeZion - Rosh HaAyin - Tayibe - Tira - Yavne - Yehud-Monosson | - Be'er Ya'aqov - Beit Dagan - Bnei Aish - El'ad - Elyakhin - Even Yehuda - Gedera - Gan Yavne - Ganei Tikva - Giv'at Shmuel - Jaljulia - Kfar Bara - Kfar Yona - Kokhav Yair - Mazkeret Batya - Pardesiya - Kiryat Ekron - Savyon - Shoham - Tel Mond - Tzoran-Kadima - Zemer | - Brenner - Drom HaSharon - Emek Hefer - Gan Rave - Gederot - Gezer - Hevel Modi'in - Hevel Yavne - Hof HaSharon - Lev HaSharon - Nahal Sorek - Sdot Dan |